# Live: Right Here, Right Now
| Críticas profissionais | Críticas profissionais |
| Avaliações da crítica  | Avaliações da crítica  |
| Fonte                  | Avaliação              |
| ---------------------- | ---------------------- |
| allmusic               | [ 1 ]                  |

Live: Right Here, Right Now é o primeiro álbum ao vivo gravado pela banda Van Halen, lançado a 23 de Fevereiro de 1993.

## Faixas

### Disco 1
| N.º | Título                      | Duração |  |
| 1.  | "Poundcake"                 | 5:28    |  |
| 2.  | "Judgement Day"             | 4:52    |  |
| 3.  | "When It's Love"            | 5:22    |  |
| 4.  | "Spanked"                   | 5:08    |  |
| 5.  | "Ain't Talkin' 'Bout Love"  | 4:37    |  |
| 6.  | "In 'n' Out"                | 6:20    |  |
| 7.  | "Dreams"                    | 4:49    |  |
| 8.  | "Man on a Mission"          | 4:49    |  |
| 9.  | "Ultra Bass"                | 5:15    |  |
| 10. | "Pleasure Dome" (Drum Solo) | 9:38    |  |
| 11. | "Panama"                    | 6:39    |  |
| 12. | "Love Walks In"             | 5:14    |  |
| 13. | "Runaround"                 | 5:21    |  |

### Disco 2
| N.º | Título                        | Duração |  |
| 1.  | "Right Now"                   | 6:13    |  |
| 2.  | "One Way to Rock"             | 4:58    |  |
| 3.  | "Why Can't This Be Love?"     | 5:22    |  |
| 4.  | "Give to Live" (Hagar)        | 5:39    |  |
| 5.  | "Finish What Ya Started"      | 5:50    |  |
| 6.  | "Best of Both Worlds"         | 5:00    |  |
| 7.  | "316"                         | 11:37   |  |
| 8.  | "You Really Got Me/Cabo Wabo" | 7:58    |  |
| 9.  | "Won't Get Fooled Again"      | 5:41    |  |
| 10. | "Jump"                        | 4:26    |  |
| 11. | "Top of the World"            | 4:59    |  |

## Créditos
- Sammy Hagar - Vocal, guitarra rítmica
- Eddie Van Halen - Guitarra, teclados, vocal de apoio
- Michael Anthony - Baixo, vocal de apoio
- Alex Van Halen - Percussão, bateria